# 加昌路
加昌路（Jiachang Rd.）為高雄市楠梓區的主要道路，起端銜接高楠公路的高楠陸橋，續接右昌街，為往來楠梓車站至加昌、右昌地區的重要道路。

## 行經行政區域
- 楠梓區

## 沿線設施
（由東至西）
- 高楠陸橋
- 創價學會高雄總會館
- 捷運後勁站
- 高雄市立後勁國民中學
- 高雄市楠梓區後勁國民小學
- 高雄市農會後勁辦事處
- 後勁夜市
- 捷運楠梓科技園區站
- 楠梓科技產業園區
- 兆豐銀行楠梓分行
- 國軍退除役官兵輔導委員會高雄榮譽國民之家
- 楠梓碉堡公園
- 高雄市楠梓區右昌國民小學

## 公共自行車
- 高雄市公共自行車租賃系統：
  - 捷運後勁站(1號出口)：加昌路178號
  - 捷運楠梓科技園區站(1號出口)：捷運楠梓科技園區站1號出口(西側)
  - 捷運楠梓科技園區站(2號出口)：宏毅二路北八巷5號(前人行道)
  - 外環西加昌路口：外環西路/加昌路口(西北側人行道)
  - 七號公園(加昌路側)：加昌路746號前

## 相關連結
- 高雄市主要道路列表